# Роберто Абондансиери
Роберто Карлос Абондансиери (на испански: Roberto Carlos Abbondanzieri; р. 1972 г.) е аржентински футболист-национал, вратар. Играч на Бока Хуниорс.

## Кариера
Роден е на 19 август 1972 г. в град Буке, провинция Санта Фе. Постъпва в детско-юношеската школа на Росарио Сентрал. Участва на световното първенство за юноши до 17 г. през 1989 г. Прави своя дебют в аржентинското първенство на 6 декември 1994 г. за Росарио Сентрал срещу Феро Карил Оесте (1 – 1). През 1995 г. печели Копа КОНМЕБОЛ с Росарио Сентрал. През 1997 г. заминава за Буенос Айрес, където става резервен вратар в отбора на Бока Хуниорс.
В Бока Абондансиери попада в сянката на колумбиеца Оскар Кордоба, докато той не се контузва на Клаусура '99. След това обаче самият Абондансиери получава контузия в рамото по време на мач срещу Ривър Плейт и мястото му се заема от третия вратар Кристиян Муньос. След като се възстановява от контузията Абондансиери е отново резерва на Кордоба, докато последният не отива в италианския Перуджа през февруари 2002 г.
Оттогава Абондансиери е редовно титуляр в Бока и през юни 2004 г. е избран за първи вратар на аржентинския национален отбор. Дебютира за националния отбор на 6 юни 2004 г. срещу Парагвай (0 – 0).
Участва на Копа Америка '04, Купата на конфедерациите '05 и на квалификациите за световното първенство през 2006 г. в Германия. На 6 май 2006 г. селекционерът на „гаучосите“ Хосе Пекерман го включва официално в състава, който участва на СП '06.
От сезон 1994/95 до сезон 2004/05 има 228 мача за Бока Хуниорс.

## Отличия
- Шампион на Апертура '98, '00, '03, '05
- Шампион на Клаусура '99, '06
- Копа Либертадорес '00, '01, '03
- Междуконтинентална купа '00, '03
- Копа Судамерикана '04, '05
- Рекопа Судамерикана '05

Определен е за най-добър вратар на Южна Америка за 2003 г.